# Dovrefjell

Il Dovrefjell appartiene alla sezione E1 nella zona delle montagne principali (E) dei Monti Scandinavi.

Il Dovrefjell è un massiccio montuoso appartenente alla catena delle Alpi scandinave, situato nella contee di Innlandet, Møre og Romsdal e Trøndelag, in Norvegia. I rilievi separano la Norvegia orientale dal Trøndelag, dove è situata la città di Trondheim.

## Descrizione

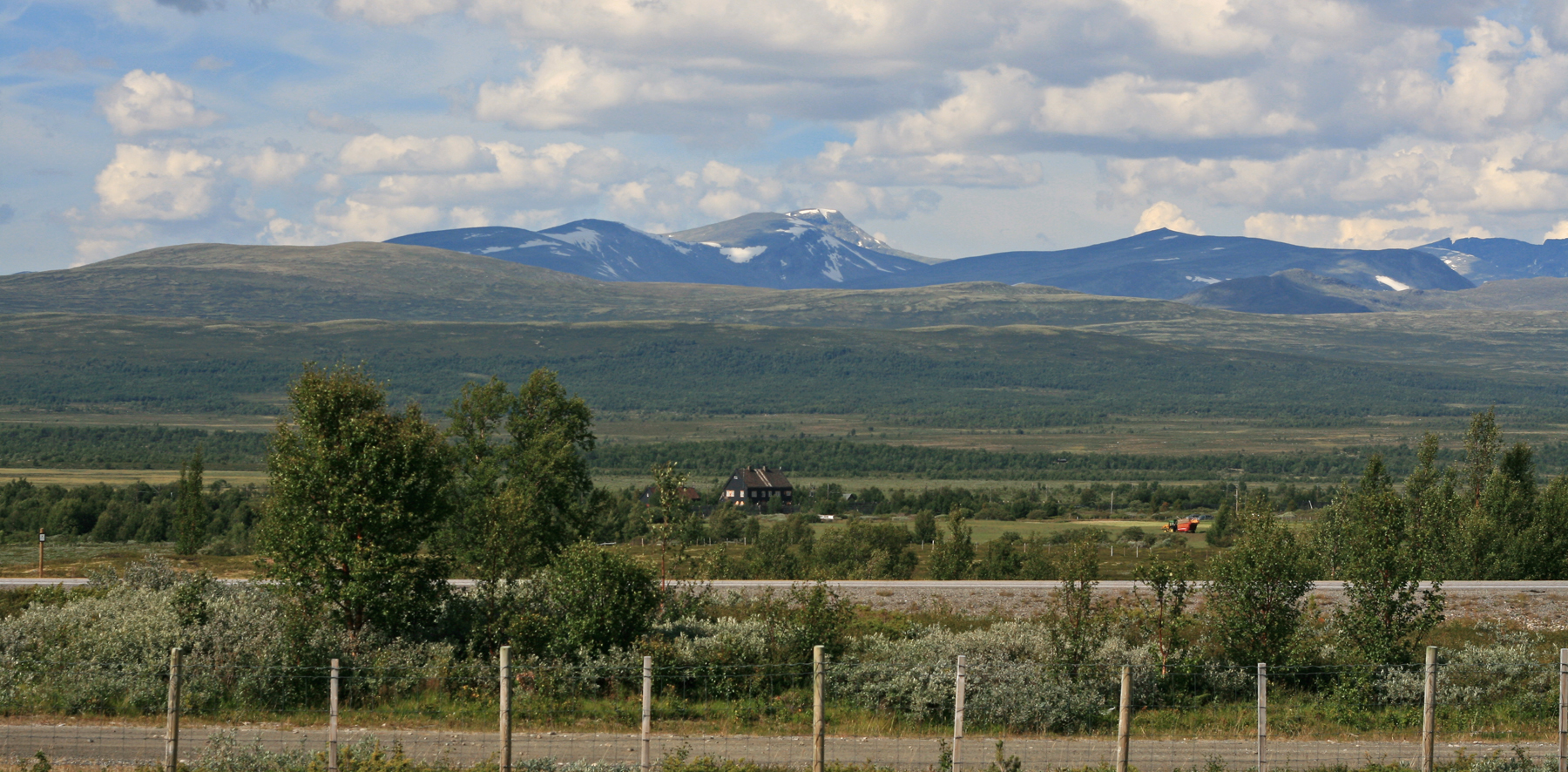
Fokstumyra e le montagne del Dovrefjell.

### Geografia
La parte più occidentale del massiccio è caratterizzata da cime ripide culminanti nello Snøhetta (2 286 m), mentre le aree più a est sono dominate da suoli gessosi e rilievi meno aspri, da cui deriva una maggior presenza della flora tipica dell'Europa settentrionale.
L'area montana crea uno spartiacque tra la Norvegia occidentale e le aree più pianeggianti della Norvegia orientale e della Svezia. Parecchie valli tagliano il substrato roccioso, particolarmente ripide ad ovest. Il paesaggio così come appare adesso è stato modellato durante l'ultima era glaciale, le cui tracce sono visibili nelle morene, esker e tilliti.
Parecchi fiumi hanno origine nel Dovrefjell: l'Orkla che scorre verso nord, il Rauma verso nord-ovest, il Gudbrandsdalslågen verso sud-est, il Folla verso est, il Driva (verso nord).
A tutela del patrimonio naturale della regione sono stati istituiti due parchi nazionali: il parco nazionale Dovre, creato nel 2003, e quello di Dovrefjell-Sunndalsfjella del 2002.

### Geologia
Il gruppo del Dovrefjell è un massiccio residuo o inselberg, derivante dall'erosione dei rilievi vicini. Le cime del Dovrefjell e dello Jotunheimen sono infatti quello che resta di un plateau nella Norvegia centrale sollevatosi, eroso e modellato in ere successive.
Dal punto di vista geologico, il massiccio mantiene le differenze tra parte occidentale da quella orientale. I maggiori picchi a ovest sono costituiti principalmente da gneiss precambriani e graniti foliati, mentre i rilievi a est sono formati da graniti e tonaliti. Le regioni più orientali appartengono al bacino di Trondheim (Trondheimsfeltet) con rocce cambrio-siluriane, fortemente metamorfizzate nel corso dell'orogenesi caledoniana.
La ricchezza di minerali dell'area ha favorito lo sviluppo dell'industria estrattiva nel comune di Folldal.

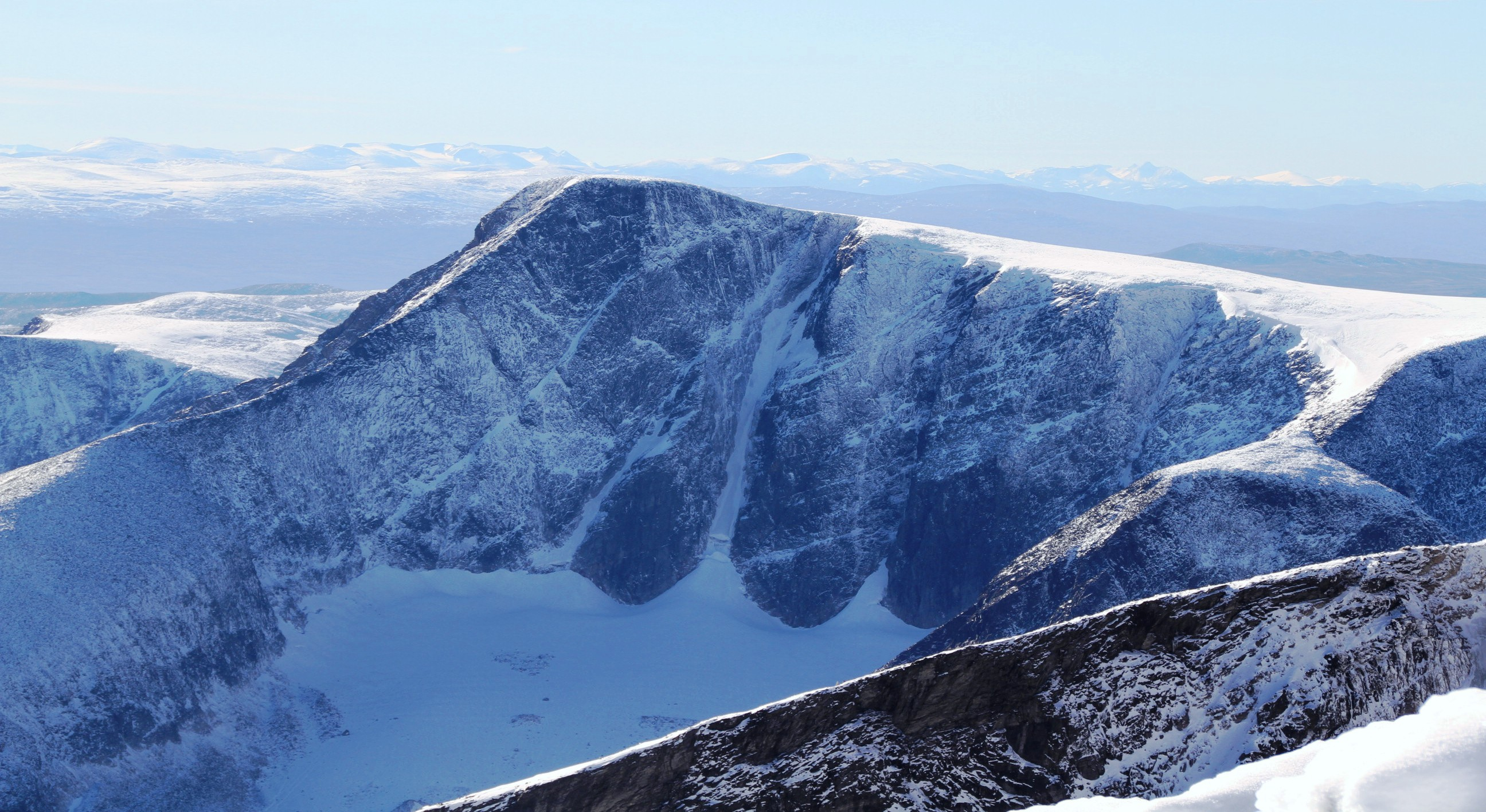
Lo Svånåtind.

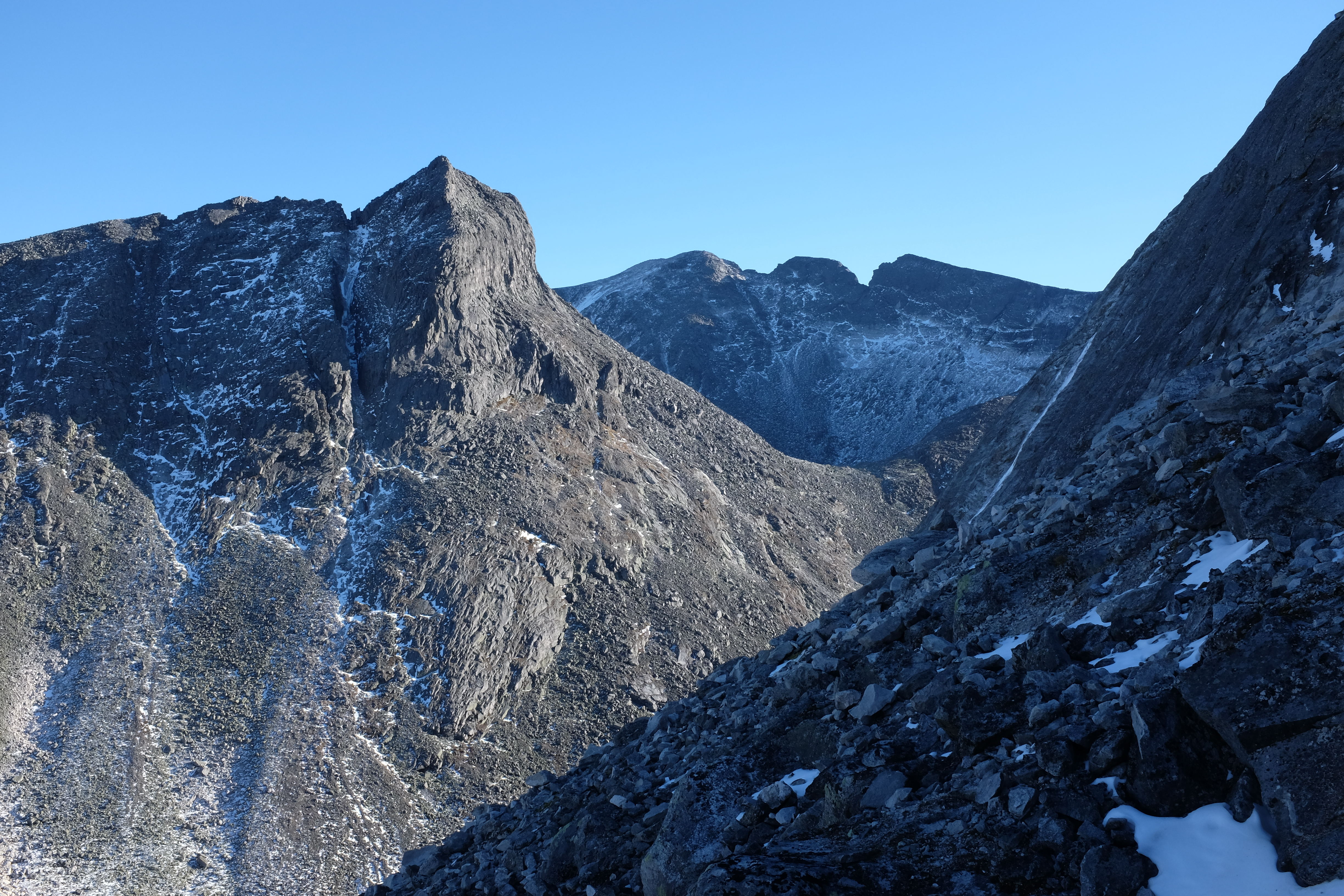
Il Larstind (o Larstinden).

### Cime principali
- Snøhetta (2286 m)
- Svånåtind (2209 m)
- Høgronden (2115 m)
- Larstind (2108 m)
- Østre Langvasstind (2085 m)
- Skredahøin (2004 m)
- Bruri (2001 m)

## Nome
Il toponimo Dovrefjell è la composizione della parola Dovre con fjell, "montagna" in norvegese. Dovre è il nome di un insediamento locale e per estensione della zona attorno ad esso; si riferiva originariamente da una fattoria della zona e deriva dal norreno Dofrar, plurale di dofr di cui si ignora il significato.
Sin dall'antichità il Dovrefjell è stata l'area di demarcazione tra la Norvegia meridionale (dove si trovavano le zone più fertili e dal clima più clemente) e quella settentrionale. A questa zona era quindi associata l'idea di terra di confine tant'è che esiste una espressione norvegese Enige og tro inntil Dovre faller ("Uniti e leali finché le montagne di Dovre cadono"), utilizzata come giuramento durante l'Assemblea Costituente Norvegese del 1814, quando la Norvegia ottenne l'indipendenza dalla Danimarca; all'epoca infatti si pensava che il monte Snøhetta fosse il più alto del Paese, essendo il Galdhøpiggen poco esplorato.

## Flora e fauna

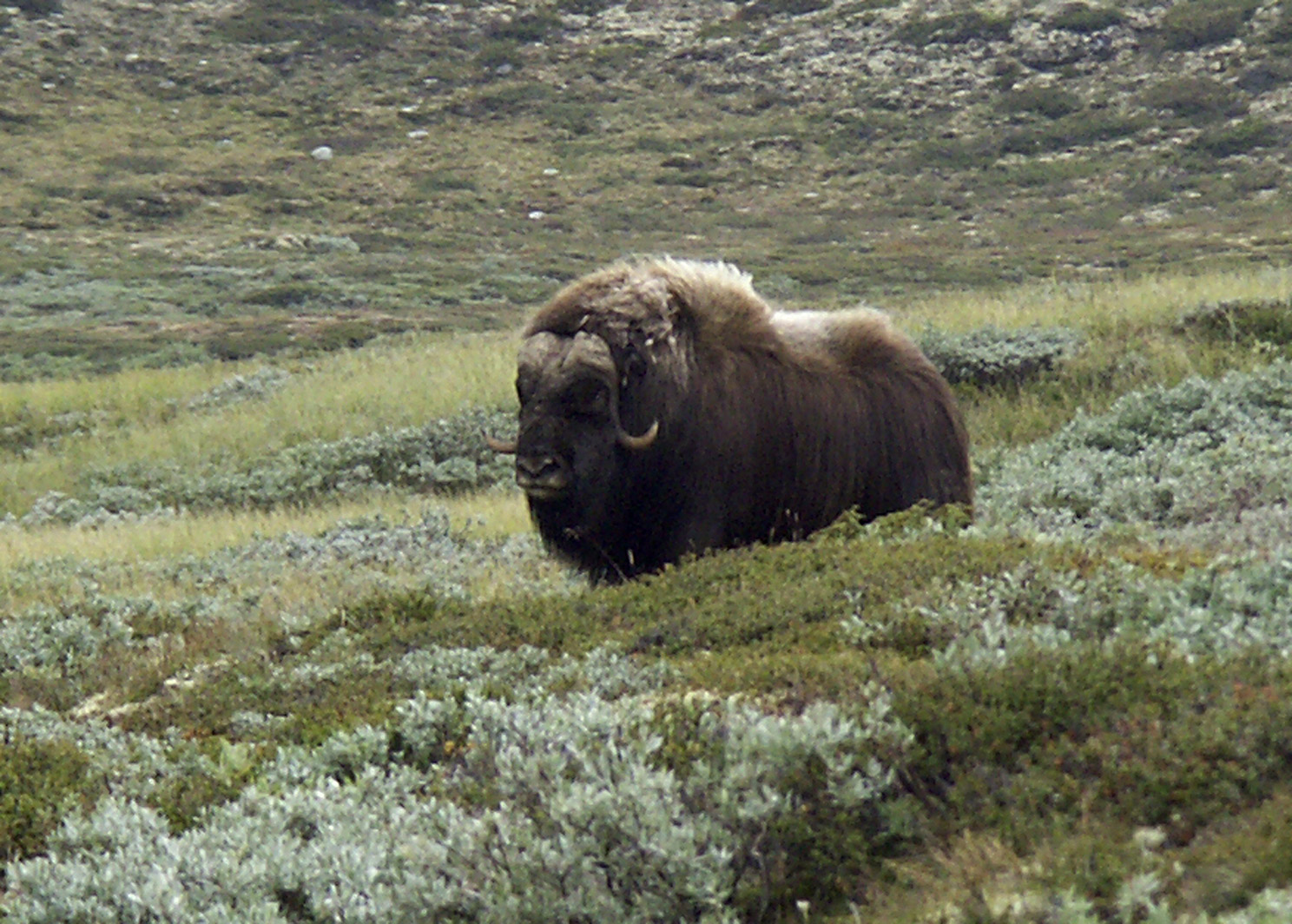
Un bue muschiato fotografato nell'area del Dovrefjell.

Il bue muschiato (ovibos moschatus) è il simbolo della regione e fu reintrodotto nel 1932 con esemplari provenienti dalla Groenlandia orientale. I parchi presenti nell'area ospitano anche l'ultima popolazione selvatica di renne di origine beringia.
La riserva naturale di Fokstumyra inoltre è rinomata già dalla metà del XVIII secolo per i numerosi uccelli tanto da attirare molti appassionati da tutta Europa tant'è che nel 1917 solo 20 specie nidificavano ancora nelle paludi della zona. Nel 1923 vennero introdotti i primi regimi di tutela che furono inaspriti ulteriormente nel 1969, finché la popolazione aviaria tornò ai livelli precedenti ed alcune specie come il Calidris pugnax e l'albanella reale fecero ritorno nella regione.
Tuttavia è la flora della regione che meglio rappresenta la biodiversità dell'Europa del nord. Nelle aree più orientali si osserva la flora tipica della tundra scandinava oltre ad alcune specie più rare, come l'artemisia norvegica, il papaver radicatum e la campanula uniflora. In particolare la valle Drivdalen, lungo il fiume Driva, è ricca di ardesia favorendo la diffusione di piante.

## Geografia antropica

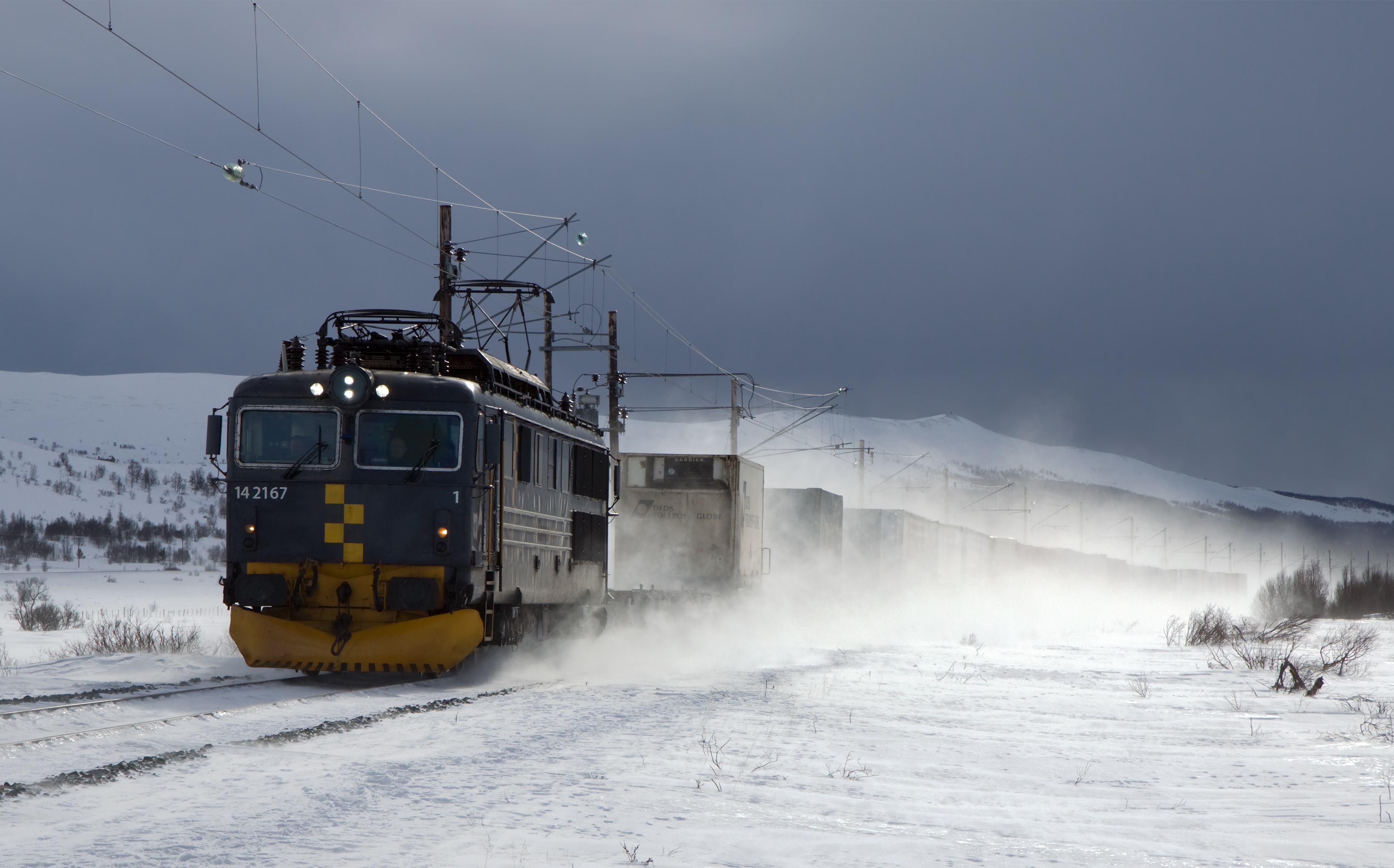
Un treno sulla linea ferroviaria di Dovre.

Il gruppo montuoso si sviluppa nei comuni di Oppdal, Folldal, Dovre, Lesja e Sunndal. I territori comunali di Oppdal, Folldal e Dovre tipicamente vengono riferiti come "regione di Dovre".
La regione era ben conosciuta in passato, favorendo la nascita di piccoli insediamenti e strade di attraversamento per coloro che si muovevano tra le pianure del sud e l'antica capitale di Trondheim. Nella parte più settentrionale del massiccio sorgeva anche un lebbrosario.
La strada europea E06 attraversa il Dovrefjell lungo una direttrice nord-sud. Normalmente è aperta tutto l'anno ma talvolta viene chiusa in caso di avverse condizioni meteorologiche. La zona è attraversata anche dalla linea ferroviaria di Dovre (Dovrebanen).
La zona è una nota destinazione per gli sport all'aria aperta quali lo sci, l'alpinismo e l'escursionismo.

## Galleria d'immagini

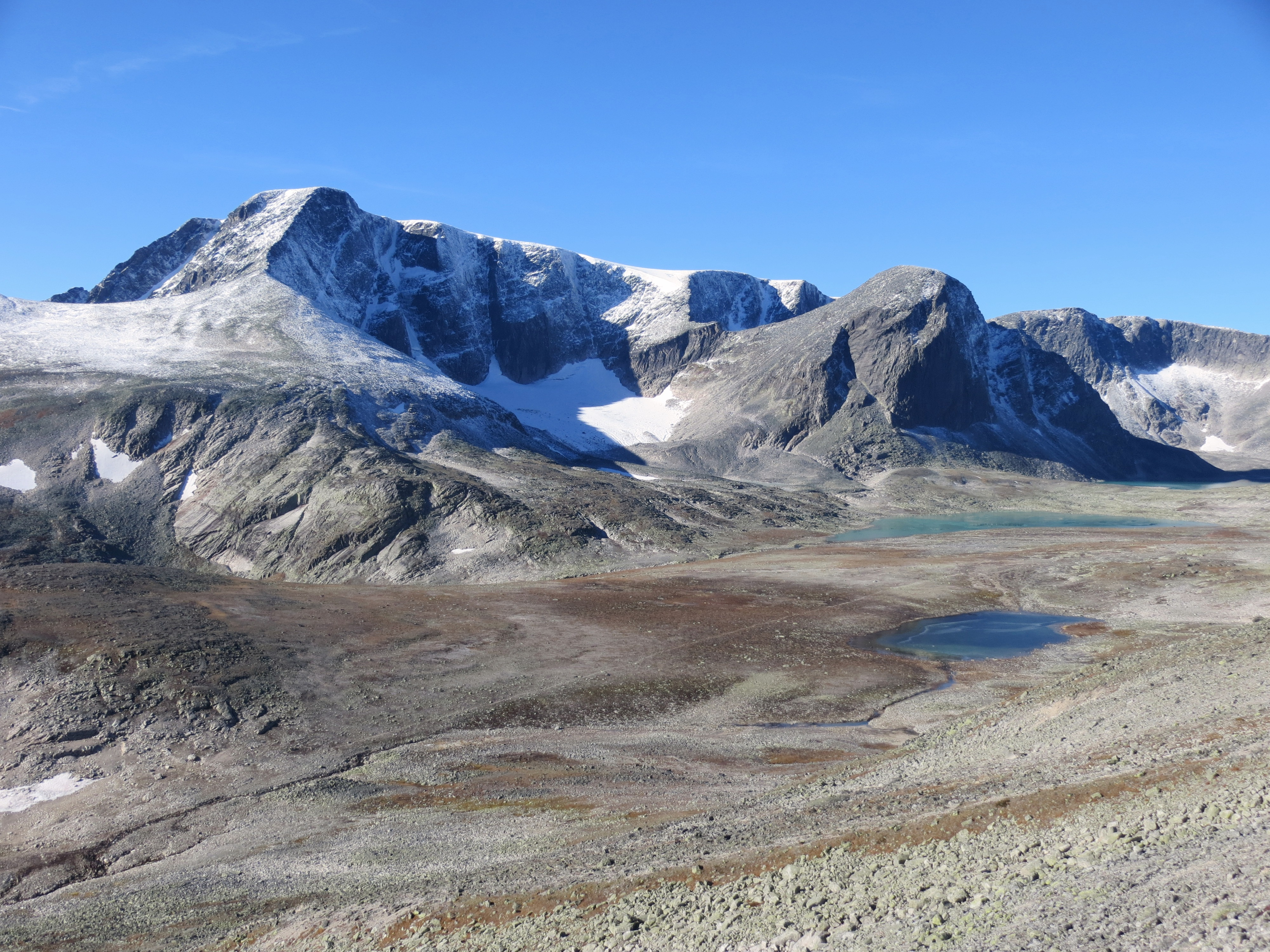
Il gruppo dello Svånåtind.
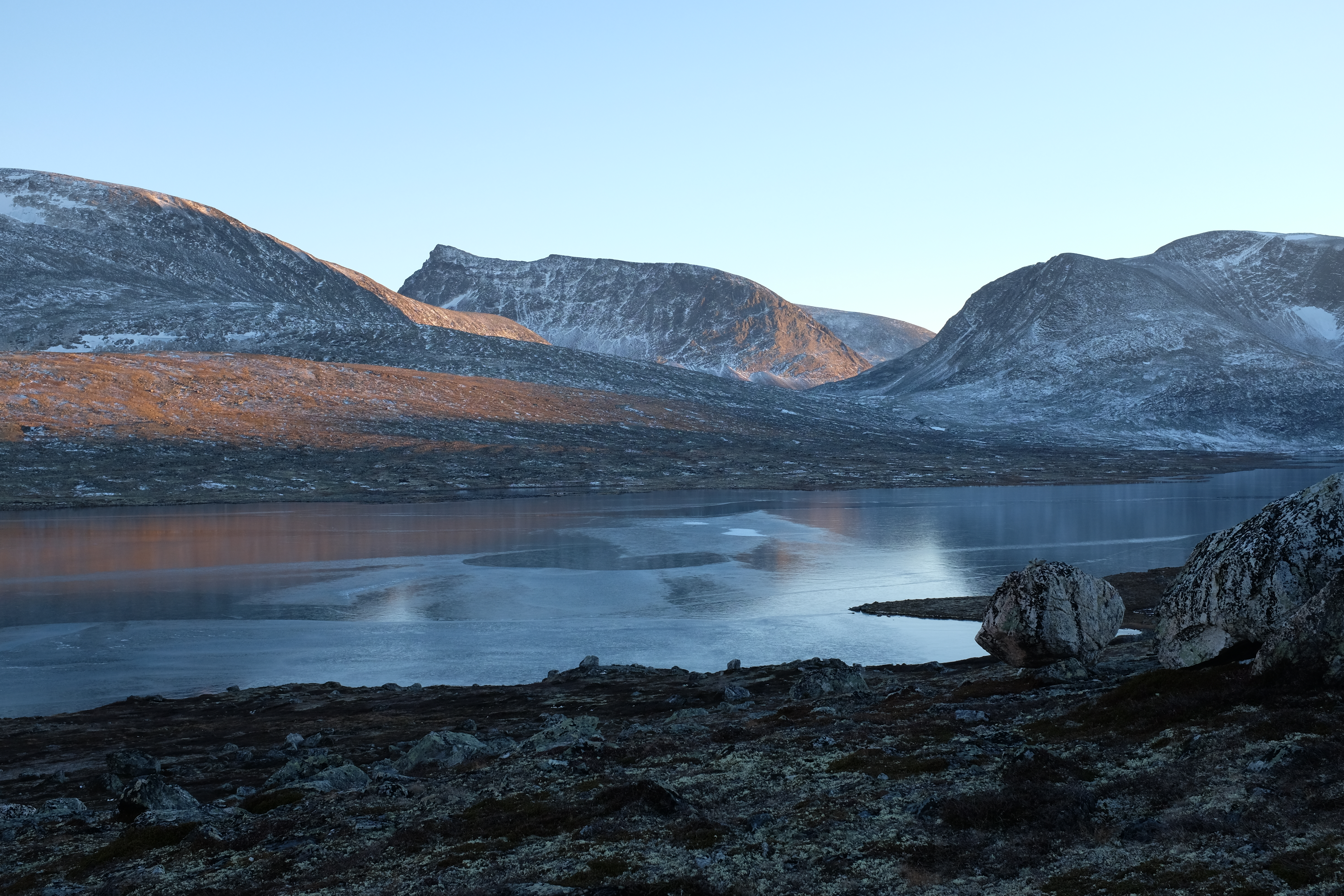
Lo Store Langvasstinden con il lago Åmotdalsvatnet in primo piano.
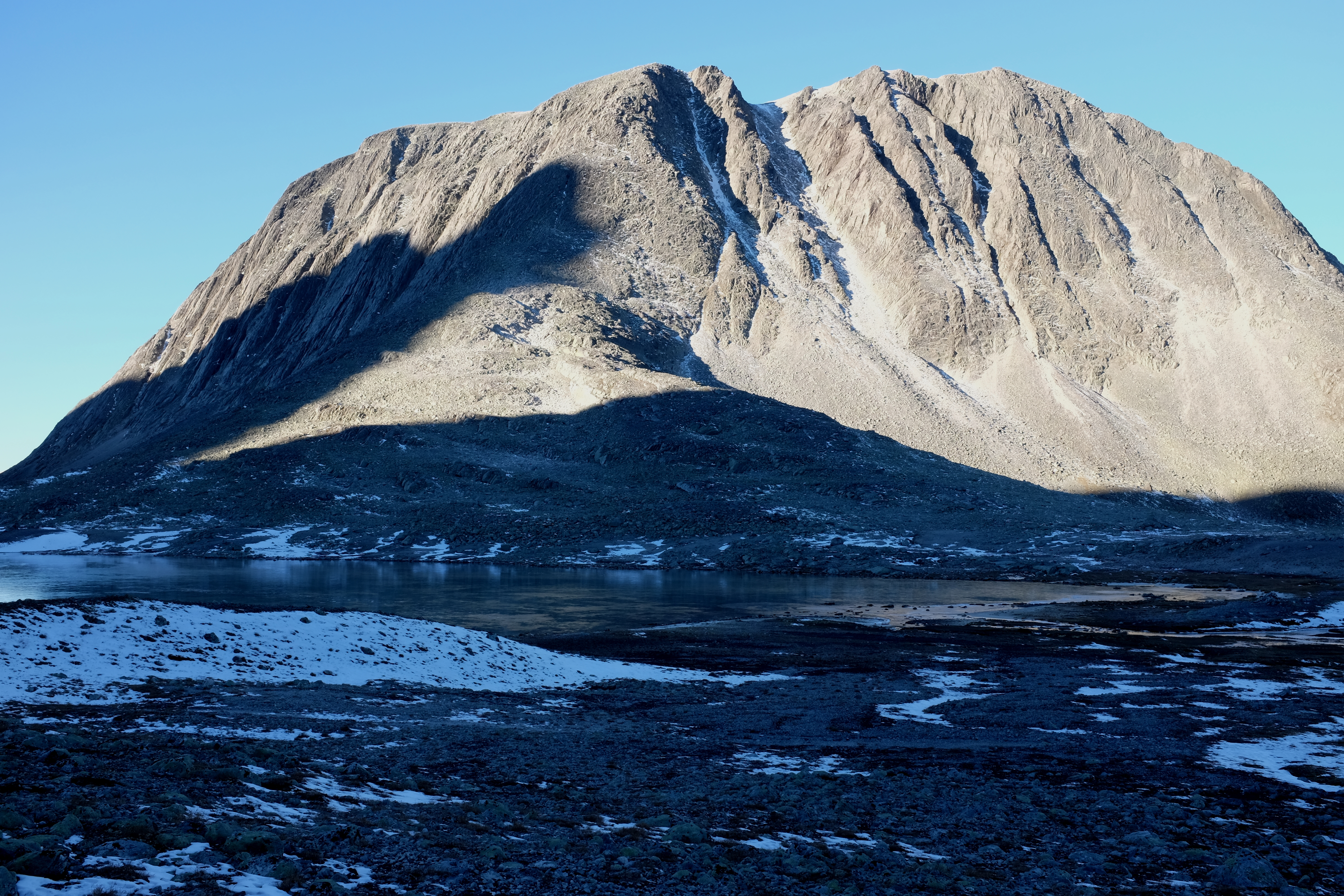
La cima del Drugshøi.
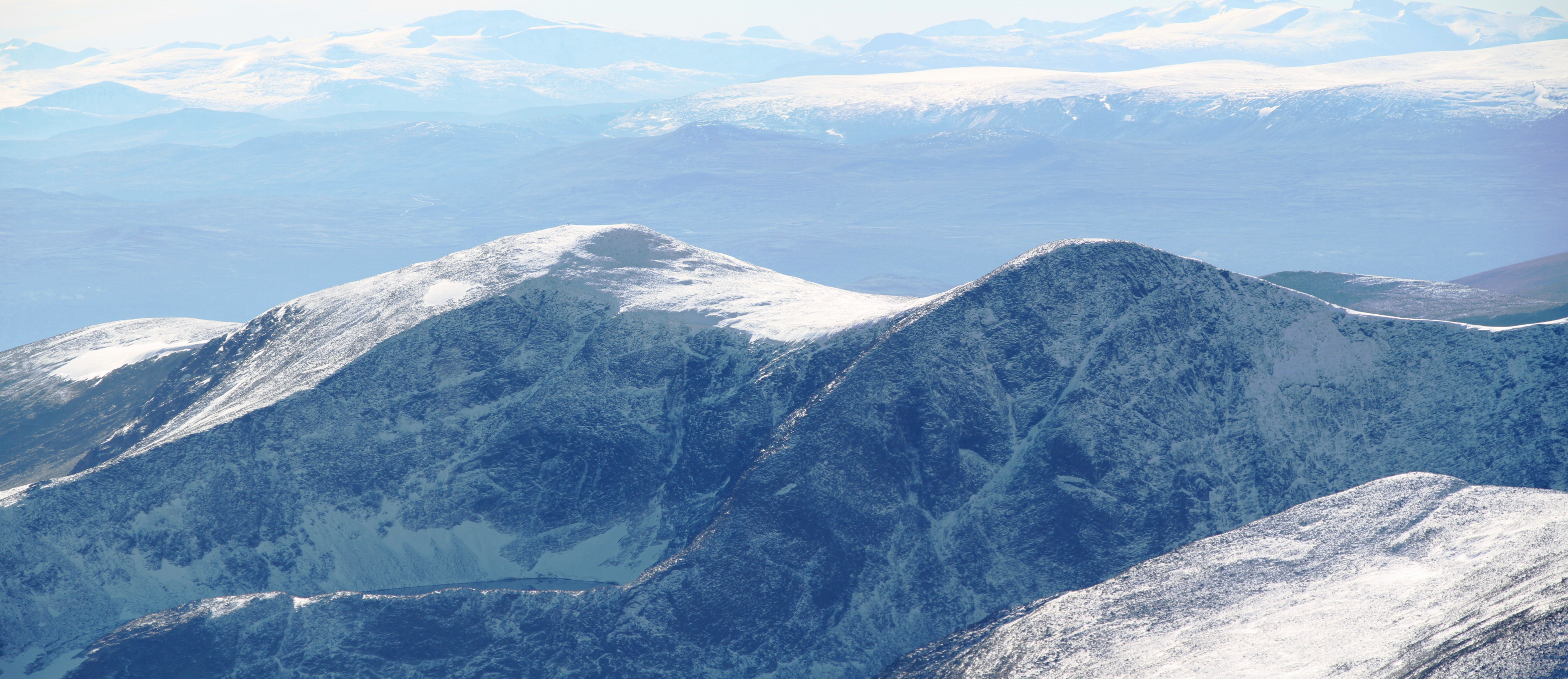
Lo Skredahøin.